# 가브로보

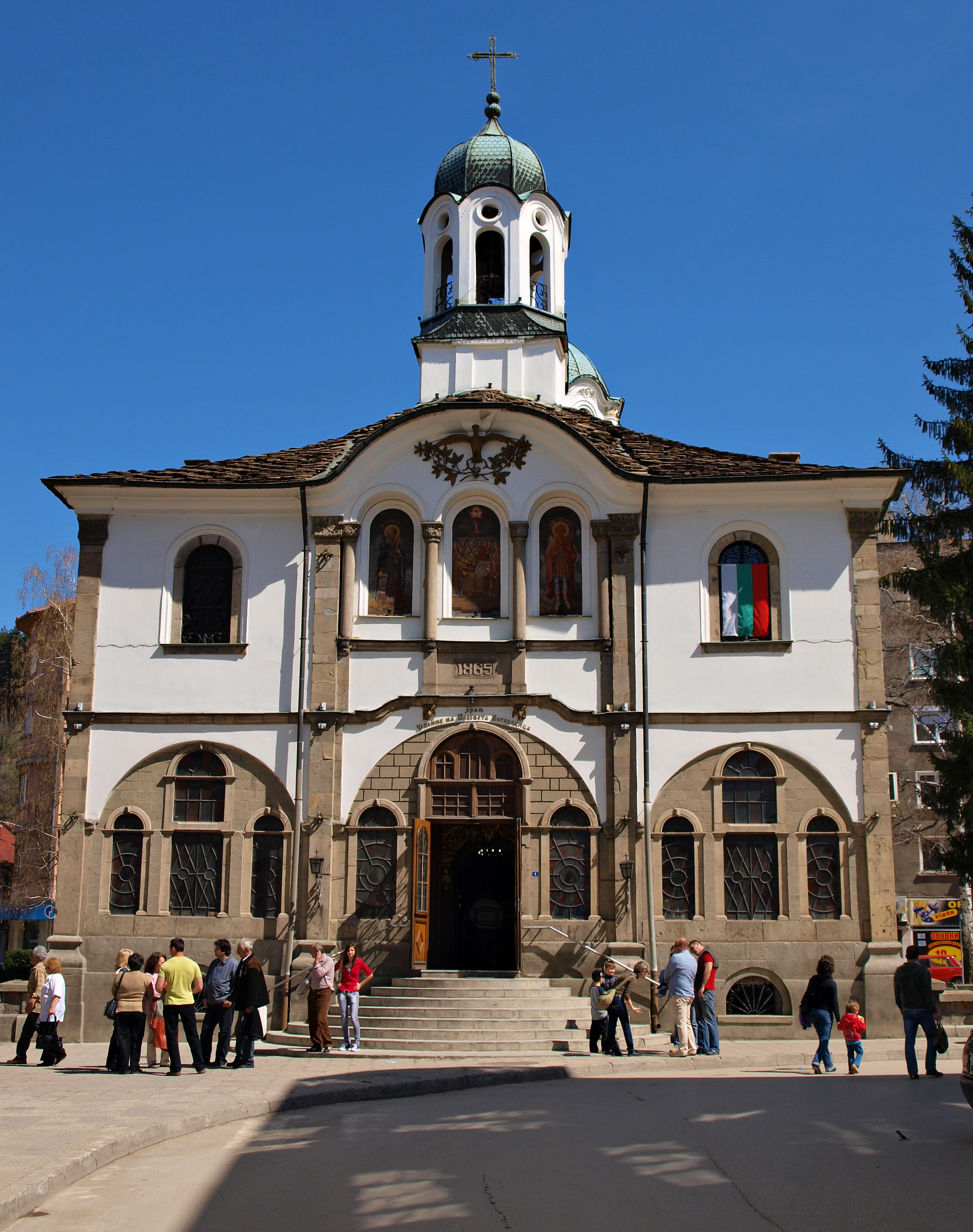

가브로보(불가리아어: Габрово)는 불가리아 중북부에 위치한 도시로, 가브로보주의 주도이다. 가브로보는 발칸산맥 중부 기슭의 얀트라강 골짜기에 위치하고 있으며 "유머와 풍자의 수도"라는 별칭을 갖고 있는 도시이기도 하다.

## 역사
가브로보는 14세기 오스만 제국이 발칸반도를 침공하면서 큰 변화를 맞게 된다. 특히 오스만 제국에 정복된 수도와 주변의 요새를 탈출한 불가리아인들에게 가브로보는 매력적인 장소가 되었고 이로 인해 가브로보에는 많은 인구가 유입되기에 이른다. 가브로보는 작은 마을에서 큰 마을로 변하면서 경제적, 문화적, 경제적 중심지로 성장하게 되었고 1860년에 시로 승격되기에 이른다.
가브로보는 1878년 불가리아가 오스만 제국으로부터 해방된 이후 불가리아의 산업 중심지로 부상하면서 이 곳에 수많은 주식회사가 설립되고 공장이 세워지면서 거대한 증권 거래소를 형성하기에 이른다. 이 때문에 가브로보는 "불가리아의 맨체스터"라는 별칭을 갖기도 했다.